# Dipturus polyommata
Dipturus polyommata és una espècie de peix de la família dels raids i de l'ordre dels raïformes.

## Morfologia
- Els mascles poden assolir 36 cm de longitud total.[1][2]

## Reproducció
És ovípar i els ous tenen com unes banyes a la closca.

## Alimentació
Menja invertebrats i peixos.

## Hàbitat
És un peix marí i de clima subtropical (18°S-28°S) que viu entre 140–310 m de fondària.

## Distribució geogràfica
Es troba a l'oceà Pacífic occidental: l'est d'Austràlia.